# Delias
Delias es un género de mariposas de la familia Pieridae. Delias incluye a cerca de 250 especies, que se distribuyen por Asia del Sur y Australia. Se considera que Delias se originó en la región australiana.

## Especies
- Grupo singhapura
  - Delias agoranis Grose-Smith, 1887
  - Delias kuehni Honrath, 1887 (or Delias kuhni)
  - Delias singhapura (Wallace, 1867)
  - Delias themis (Hewitson, 1861)
- Grupo nysa
  - Delias battana Fruhstorfer, 1896
  - Delias blanca (Felder, C & R Felder, 1862)
  - Delias dice (van Vollenhoven, 1865)
  - Delias dumasi Rothschild, 1925
  - Delias enniana Oberthür, 1880
  - Delias fruhstorferi (Honrath, 1891)
  - Delias ganymedes Okumoto, 1981
  - Delias georgina (Felder, C & R Felder, 1861)
  - Delias hempeli Dannatt, 1904
  - Delias lemoulti Talbot, 1931
  - Delias manuselensis Talbot, 1920
  - Delias maudei Joicey & Noakes, 1915
  - Delias momea (Boisduval, 1836)
  - Delias nuydaorum Schröder, H, 1975
  - Delias nysa (Fabricius, 1775)
  - Delias pulla Talbot, 1937
  - Delias ribbei Röber, 1886
  - Delias schoenigi Schröder, H, 1975
  - Delias schuppi Talbot, 1928
  - Delias vietnamensis Monastyrskii & Devyatkin, 2000
  - Delias waterstradti Rothschild, 1915
- Grupo chrysomelaena
  - Delias caliban Grose-Smith, 1897
  - Delias chrysomelaena (van Vollenhoven, 1866)
  - Delias ladas Grose-Smith, 1894
  - Delias talboti Joicey & Noakes, 1915
  - Delias totila Heller, 1896
- Grupo stresemanni
  - Delias lecerfi Joicey & Talbot, 1922
  - Delias schmassmanni Joicey & Talbot, 1923
  - Delias stresemanni Rothschild, 1915
- Grupo geraldina
  - Delias abrophora Roepke, 1955
  - Delias argentata Roepke, 1955
  - Delias aroae (Ribbe, 1900)
  - Delias cuningputi (Ribbe, 1900)
  - Delias daniensis van Mastrigt, 2003
  - Delias destrigata van Mastrigt, 1996
  - Delias dortheysi van Mastrigt, 2002
  - Delias eudiabolus Rothschild, 1915
  - Delias fascelis Jordan, 1912
  - Delias geraldina Grose-Smith, 1894
  - Delias heroni Kenrick, 1909
  - Delias hikarui Yagishita, 1993
  - Delias hypomelas Rothschild & Jordan, 1907
  - Delias imitator Kenrick, 1911
  - Delias inopinata Lachlan, 2000
  - Delias itamputi Ribbe, 1900
  - Delias langda Gerrits & van Mastrigt, 1992
  - Delias microsticha Rothschild, 1904
  - Delias nigropunctata Joicey & Noakes, 1915
  - Delias oktanglap van Mastrigt, 1990
  - Delias pheres Jordan, 1912
  - Delias rileyi Joicey & Talbot, 1922
  - Delias sagessa Fruhstorfer, 1910
  - Delias sinak Mastrigt, 1990
  - Delias sphenodiscus Roepke, 1955
  - Delias subapicalis Orr & Sibatani, 1985
  - Delias takashii Sakuma, 1999
  - Delias thompsoni Joicey & Talbot, 1916
- Grupo eichhorni
  - Delias antara Roepke, 1955
  - Delias carstensziana Rothschild, 1915
  - Delias catisa Jordan, 1912
  - Delias eichhorni Rothschild, 1904
  - Delias frater Jordan, 1912
  - Delias gilliardi Sanford & Bennett, 1955
  - Delias hallstromi Sanford & Bennett, 1955
  - Delias leucobalia Jordan, 1912
  - Delias muliensis Morinaka, van Mastrigt & Sibatani, 1991
  - Delias toxopei Roepke, 1955
- Grupo bornemanni
  - Delias bornemanni Ribbe, 1900
  - Delias caroli Kenrick, 1909
  - Delias castaneus Kenrick, 1909
  - Delias nais Jordan, 1912
  - Delias pratti Kenrick, 1909
  - Delias zebra Roepke, 1955
- Grupo iltis
  - Delias arabuana Roepke, 1955
  - Delias awongkor van Mastrigt, 1989
  - Delias bakeri Kenrick, 1909
  - Delias callista Jordan, 1912
  - Delias flavistriga Roepke, 1955
  - Delias iltis Ribbe, 1900
  - Delias luctuosa Jordan, 1912
  - Delias mesoblema Jordan, 1912
  - Delias raymondi Schröder & Treadaway, 1982
- Grupo weiskei
  - Delias callima Rothschild & Jordan, 1905
  - Delias campbelli Joicey & Talbot, 1922
  - Delias hapalina Jordan, 1912
  - Delias leucias Jordan, 1912
  - Delias marguerita Joicey & Talbot, 1922
  - Delias nieuwenhuisi van Mastrigt, 1990
  - Delias phippsi Joicey & Talbot, 1922
  - Delias pseodomarguerita Gerrits & van Mastrigt, 1992
  - Delias rosamontana Roepke, 1955
  - Delias tessei Joicey & Talbot, 1916
  - Delias virgo Gerrits & van Mastrigt, 1992
  - Delias weiskei Ribbe, 1900
- Grupo kummeri
  - Delias alepa Jordan, 1912
  - Delias bothwelli Kenrick, 1909
  - Delias dixeyi Kenrick, 1909
  - Delias isocharis Rothschild & Jordan, 1907
  - Delias kummeri Ribbe, 1900
  - Delias ligata Rothschild, 1904
  - Delias strix Yagishita, 1993
- Grupo nigrina
  - Delias buruana Rothschild, 1899
  - Delias dohertyi (Oberthür, 1894)
  - Delias duris (Hewitson, 1861)
  - Delias eximia Rothschild, 1925
  - Delias funerea Rothschild, 1894
  - Delias joiceyi Talbot, 1920
  - Delias nigrina (Fabricius, 1775)
  - Delias ornytion (Godman & Salvin, 1881)
  - Delias prouti Joicey & Talbot, 1923
  - Delias wollastoni Rothschild, 1915
- Grupo belladonna
  - Delias belladonna (Fabricius, 1793)
  - Delias benasu Martin, L, 1913
  - Delias berinda (Moore, 1872)
  - Delias lativitta Leech, 1893
  - Delias patrua Leech, 1890
  - Delias sanaca (Moore, 1857)
  - Delias subnubila Leech, 1893
  - Delias wilemani Jordan, 1925
- Grupo aglaia/pasithoe
  - Delias acalis (Godart, 1819)
  - Delias crithoe (Guérin-Méneville & Percheron, 1835)
  - Delias pasithoe (Linnaeus, 1767)
  - Delias henningia (Eschscholtz, 1821)
  - Delias ninus (Wallace, 1867)
  - Delias woodi Talbot, 1928
- Grupo albertisi
  - Delias albertisi (Oberthür, 1880)
  - Delias discus Honrath, 1886
  - Delias telefominensis Yagishita, 1993
- Grupo clathrata
  - Delias autumnalis Roepke, 1955
  - Delias bobaga van Mastrigt, 1996
  - Delias catocausta Jordan, 1912
  - Delias clathrata Rothschild, 1904
  - Delias elongatus Kenrick, 1911
  - Delias fioretti van Mastrigt, 1996
  - Delias hiemalis Roepke, 1955
  - Delias hemianops Gerrits & van Mastrigt, 1992
  - Delias inexpectata Rothschild, 1915
  - Delias klossi Rothschild, 1915
  - Delias mariae Joicey & Talbot, 1916
  - Delias menooensis Joicey & Talbot, 1922
  - Delias mira Rothschild, 1904
  - Delias nakanokeikoae Yagishita, 1993
  - Delias neeltje Gerrits & van Mastrigt, 1992
  - Delias roepkei Sanford & Bennett, 1955
  - Delias sawyeri van Mastrigt, 2000
  - Delias sigit van Mastrigt, 1990
  - Delias walshae Roepke, 1955
- Grupo niepelti
  - Delias meeki Rothschild, 1904
  - Delias niepelti Ribbe, 1900
- Grupo belisama
  - Delias aganippe (Donovan, 1805)
  - Delias apoensis Talbot, 1928
  - Delias aruna (Boisduval, 1832)
  - Delias aurantia Doherty, 1891
  - Delias belisama (Cramer, 1779)
  - Delias descombesi (Boisduval, 1836)
  - Delias diaphana Semper, G, 1878
  - Delias ellipsis Joannis, 1901
  - Delias eumolpe Grose-Smith, 1889
  - Delias harpalyce (Donovan, 1805)
  - Delias levicki Rothschild, 1927
  - Delias madetes (Godman & Salvin, 1878)
  - Delias oraia Doherty, 1891
  - Delias splendida Rothschild, 1894
  - Delias zebuda (Hewitson, 1862)
- Grupo dorimene
  - Delias agostina (Hewitson, 1852)
  - Delias alberti Rothschild, 1904
  - Delias apatela Joicey & Talbot, 1923
  - Delias baracasa Semper, G, 1890
  - Delias biaka Joicey & Noakes, 1915
  - Delias dorimene (Stoll, 1782)
  - Delias dorylaea (Felder, C & R Felder, 1865)
  - Delias echidna (Hewitson, 1861)
  - Delias eileenae Joicey & Talbot, 1927
  - Delias gabia (Boisduval, 1832)
  - Delias hippodamia (Wallace, 1867)
  - Delias mavroneria Fruhstorfer, 1914
  - Delias melusina Staudinger, 1890
  - Delias narses Heller, 1896
  - Delias rothschildi Holland, W, 1900
  - Delias subviridis Joicey & Talbot, 1922
- Grupo isse
  - Delias bosnikiana Joicey & Noakes, 1915
  - Delias candida (van Vollenhoven, 1865)
  - Delias ennia (Wallace, 1867)
  - Delias isse (Cramer, 1775)
  - Delias lytaea (Godman & Salvin, 1878)
  - Delias periboea (Godart, 1819)
  - Delias sacha Grose-Smith, 1895
- Grupo hyparete
  - Delias argenthona (Fabricius, 1793)
  - Delias bagoe (Boisduval, 1832)
  - Delias ceneus (Linnaeus, 1758)
  - Delias eucharis (Drury, 1773)
  - Delias euphemia Grose-Smith, 1894
  - Delias fasciata Rothschild, 1894
  - Delias doylei Sanford & Bennett, 1955
  - Delias hyparete (Linnaeus, 1758)
  - Delias mitisi Staudinger, 1895
  - Delias mysis (Fabricius, 1775)
  - Delias lara (Boisduval, 1836)
  - Delias periboea (Godart, 1819)
  - Delias poecilea (van Vollenhoven, 1865)
  - Delias rosenbergii (van Vollenhoven, 1865)
  - Delias salvini Butler, 1882
  - Delias sambawana Rothschild, 1894
  - Delias schoenbergi Rothschild, 1895
  - Delias timorensis (Boisduval, 1836)
- Sin grupo
  - Delias africanus Kenrick, 1911
  - Delias akikoae Morita, 2001
  - Delias akrikensis Lachlan, 1999
  - Delias angabungana Talbot, 1928
  - Delias binniensis Lachlan, 2000
  - Delias brandti Müller, C, 2001
  - Delias chimbu Orr & Sibatani, 1986
  - Delias cumanau van Mastrigt, 2006
  - Delias durai van Mastrigt, 2006
  - Delias endela Jordan, 1930
  - Delias eschatia Joicey & Talbot, 1923
  - Delias felis Lachlan, 2000
  - Delias flavissima Orr & Sibatani, 1985
  - Delias fojaensis van Mastrigt, 2006
  - Delias hagenensis Morinaka, van Mastrigt & Sibatani, 1993
  - Delias hidecoae Nakano, 1993
  - Delias kazueae Kitahara, 1986
  - Delias kikuoi Okano, 1989
  - Delias konokono Orr & Sibatani, 1986
  - Delias kristianiae van Mastrigt, 2006
  - Delias laknekei Miller, L, Simon & Wills, 2007
  - Delias magsadana Yamamoto, 1995
  - Delias mandaya Yamamoto & Takei, 1982
  - Delias manuselensis Talbot, 1920
  - Delias mayrhoferi Bang-Haas, O, 1939
  - Delias messalina Arora, 1983
  - Delias mullerensis Morinaka & Nakazawa, 1999
  - Delias ormoensis van Mastrigt, 2006
  - Delias paoaiensis Inomata & Nakano, 1987
  - Delias shirozui Yata, 1981
  - Delias shunichii Morita, 1996
  - Delias vidua Joicey & Talbot, 1922
  - Delias yagishitai Morita, 2003